# Franz Josef Heinichen
Franz Josef Heinichen (auch: Joseph Heinichen und Franz Joseph Heinichen; vollständiger Name Franz Joseph Friedrich Heinichen; * 26. Februar 1816 in Hildesheim; † 17. März 1892 in Hannover) war ein deutscher Jurist und Politiker.

## Leben
Der in der Frühzeit des Königreichs Hannover im Jahr 1816 geborene Franz Josef Heinichen war nach seinem Studium der Rechtswissenschaften ab 1852 zunächst als Obergerichtsrat in Hannover tätig, bevor er später das Amt des Obergerichts-Vizepräsidenten in Verden am dortigen Obergericht sowie in Stade am Stader Obergericht wahrnahm.
Im Jahr nach der Annexion des Königreichs Hannover durch Preußen wurde Heinichen – der der Nationalliberalen Partei beigetreten war – 1867 Mitglied des Preußischen Abgeordnetenhauses.
1878 wurde Heinichen in den Ruhestand verabschiedet.

## Familie
Heinichen heiratete am 10. Oktober 1865 in Hamburg Emma Johanna Arenhold (* 6. November 1824 in Hamburg; † 6. Januar 1873 in Verden an der Aller), Witwe des 1854 verstorbenen Amtsmannes Lüder Arenhold.

## Porträt
Um 1880 fertigte der Maler Karl Bostelmann ein Ölgemälde mit dem Porträt Heinichens.